# Zygote

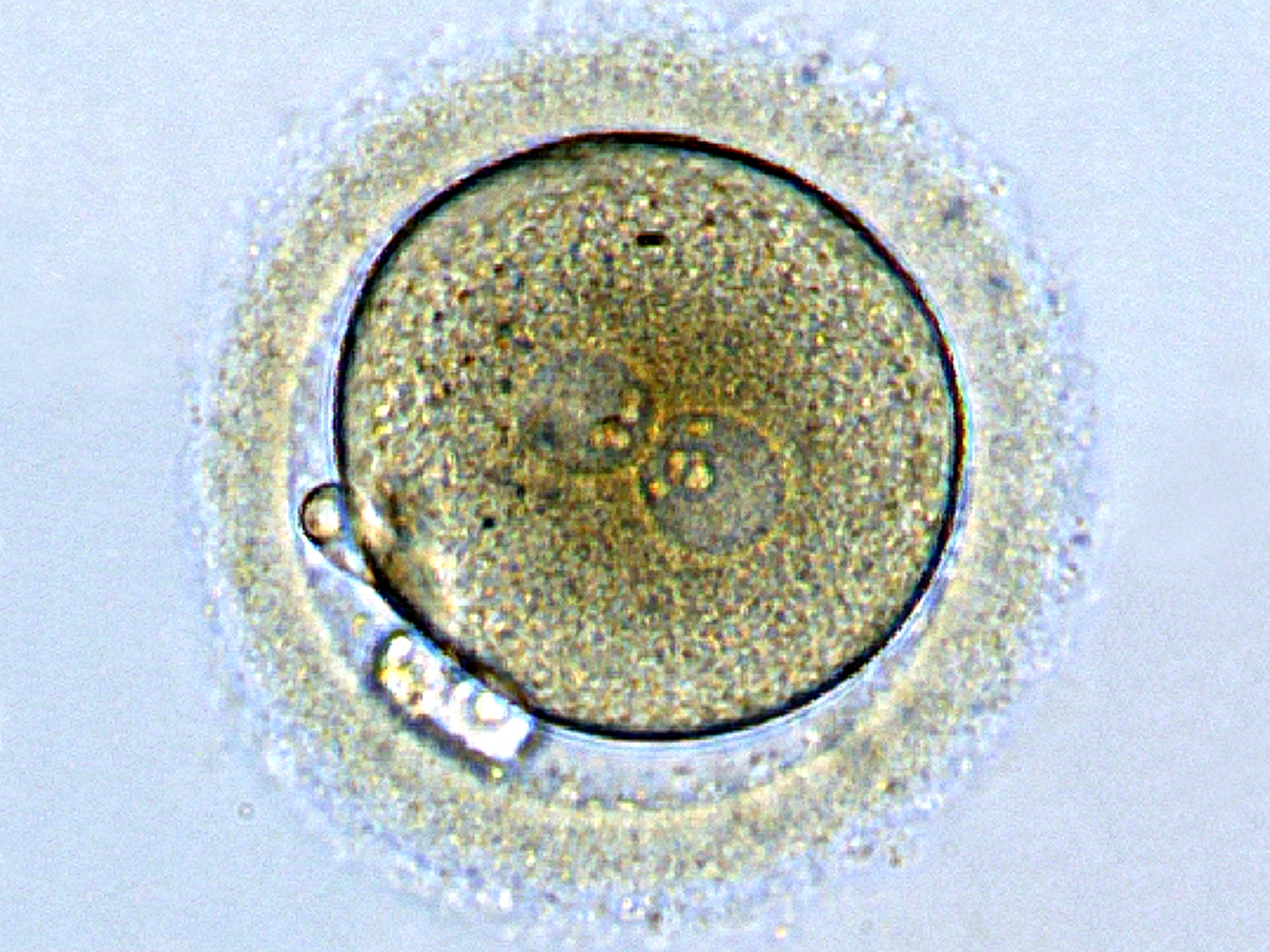
Zygootvorming: eicel na bevruchting door een zaadcel. De mannelijke en vrouwelijke pronuclei convergeren, maar het genetische materiaal is nog niet verenigd.

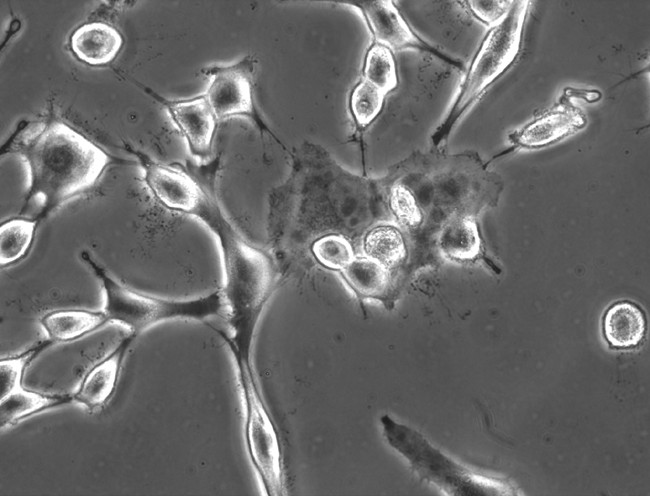
4-cel stadium menselijke zygote

Een zygote, het versmeltingsproduct van twee geslachtscellen (gameten), is het eerste eencellige stadium in de levenscyclus van zich geslachtelijk voortplantende organismen, vlak na de versmelting van twee haploïde gameten, bijvoorbeeld de bevruchting van een eicel door een zaadcel.
De twee gameten kunnen morfologisch gelijk zijn, beide met flagellen. Als de vrouwelijke gameet groter is dan de mannelijke gameet of geen flagellen heeft, dan is er sprake van een eicel.
Bij sommige groepen van schimmels, zoals bij de ascomyceten en de basidiomyceten, kan na de versmelting van de gameten (plasmogamie) de versmelting van de celkernen (karyogamie) uitgesteld worden tot een later tijdstip. Er is dan een fase, de dikaryofase, waarin de cellen twee kernen hebben.
Na de versmelting van twee beweeglijke gameten kan ook de nieuw gevormde zygote beweeglijk zijn (planozygote), in andere gevallen is ze onbeweeglijk (aplanozygote). Een zygote is een diploïde cel die wordt gevormd uit twee haploïde cellen.
Bij de mens wordt een zygote gevormd als een zaadcel en eicel elkaar ontmoeten in de eileider. Snel na de vorming begint de zygote met celdelingen en vormt dan een blastocyste. De bevruchte eicel van een mens is van 0 tot 2 weken een zygote. Hierna wordt het een embryo, dat later uitgroeit in een foetus.